# 高野毅 (政治家)
高野 毅（たかの き、1871年1月10日（明治3年11月20日） - 1935年（昭和10年）7月17日）は、日本の政治家。衆議院議員（1期）。

## 経歴
茨城県出身。育英義塾で学ぶ。宝田石油(株)技師長になり、石油事業研究のため渡米、石油鉱業に関する実習研究をし、帰国後、日本天然瓦斯(株)を創立し、社長となる。秋田礦油(株)専務取締役となる。日本の石油と天然ガス事業の保護開発に力を尽くした。
1920年の第14回衆議院議員総選挙において茨城9区から立憲政友会公認で立候補して当選する。衆議院議員を1期務めた。1924年の第15回衆議院議員総選挙では政友本党公認で立候補したが落選した。1935年に死去した。